# Sammetsfotad pluggskivling
Sammetsfotad pluggskivling (Tapinella atrotomentosa) är en skivling bland hattsvamparna som ofta hittas på eller strax intill barrträd. I litteraturen kan man fortfarande ofta se den omnämnd under synonymen Paxillus atrotomentosus, som emellertid inte längre är en giltig beteckning. Fruktkroppens fot blir 3–6 cm hög och är mörkt brun, med en yta som påminner mycket om sammet. Hattens undersida har ljusgula skivor, medan ovansidan är ljust eller mörkare brun med en något fjällig och smått fuktig yta. Svampköttet är fast och sprött, och delas inte sönder i trådar när man bryter det. Om svampen bryts i delar blir brottytorna efter en liten stund lilafärgade. Svampen är inte ätlig, men kan däremot användas till färgning av till exempel ylle- eller silkegarn, och kan ge brunt, lila, grått, eller grönt beroende på hur länge färgbadet kokas och vilket pH det har.